# Blow Horn
Blow Horn és un documental espanyol dirigit per Lluís Miñarro i Albero, estrenat el 13 d'agost de 2009 al Festival Internacional de Cinema de Locarno, a Suïssa.

## Sinopsi
El cineasta Luis Miñarro segueix un grup d'amics en un viatge contemplatiu des del seu retir al centre Samye Dechi Ling a Espanya fins a l'Índia al monestir de Sherab Ling. En aquest documental gairebé silenciós que crea una meditació visual per als espectadors, els acompanyants es mouen lentament cap al seu destí, a la comunitat serena, parlant poc, cadascun centrat en el seu propi viatge interior.

## Repartiment
- Lama Jinpa Gyamtso
- Ignacio Jaen
- Sangyé Nyenpa Rinpoché
- Taï Sitou Rinpoché
- Lama Champa Tsondu